# Школа права Джорджтаунского университета
Факультет (Школа/Центр) права Джорджтаунского университета — независимая образовательная организация в системе высшего образования в составе Джорджтаунского университета (г. Вашингтон), занимающаяся подготовкой специалистов в области юриспруденции. Открыт с 1870 года, является одним из крупнейших факультетов права в США, уступая по численности обучающихся только факультету (Школе) права Гарвардского университета. Преимуществами факультета являются широкая специализация профессорско-преподавательского состава и близость университета ко всем ветвям власти США. Факультет занимает 13-14-е места (13.64 в абсолютных показателях) в ежегодном рейтинге журнала «Ю. С. Ньюз энд Ворлд Рипорт».

## История факультета

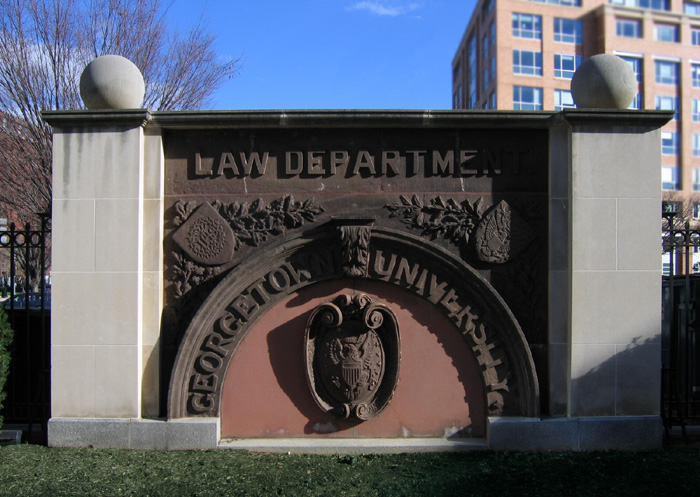
Участок первоначальной стены факультета права Джорджтаун, построенной в конце XIX в.

Факультет права был основан в составе Университета ордена иезуитов Джорджтаун в 1870 году, став на тот момент первым в США высшим образовательным учреждением католической конгрегации в области права. В 1890 году факультету была выделена собственная территория в районе университета, позже факультет был переведен в центр на проспект Массачусетс. В 1989 году факультет получил собственный библиотечный фонд, а с 1993 года — первые общежития. К 2005 году на территории факультета были построены Центр иностранных студентов и спорткомплекс. На территории поддерживается в оригинальном состоянии участок первоначальной стены XIX в.

## Рейтинги факультета и кафедр
С момента открытия рейтинга факультетов права журнала «Ю. С. Ньюз энд Ворлд Рипорт» Университет Джорджтаун стабильно входит в первые 14 по престижности позиции учебных заведений в области юриспруденции. В 2014 году факультет занимал 13-е, а аспирантура по специальности — 1-е место в общем списке заведений. Места в первой десятке заняли кафедры юридической клиники, международного, налогового, процессуального, здравоохранительного и экологического права.

## Месторасположение факультета

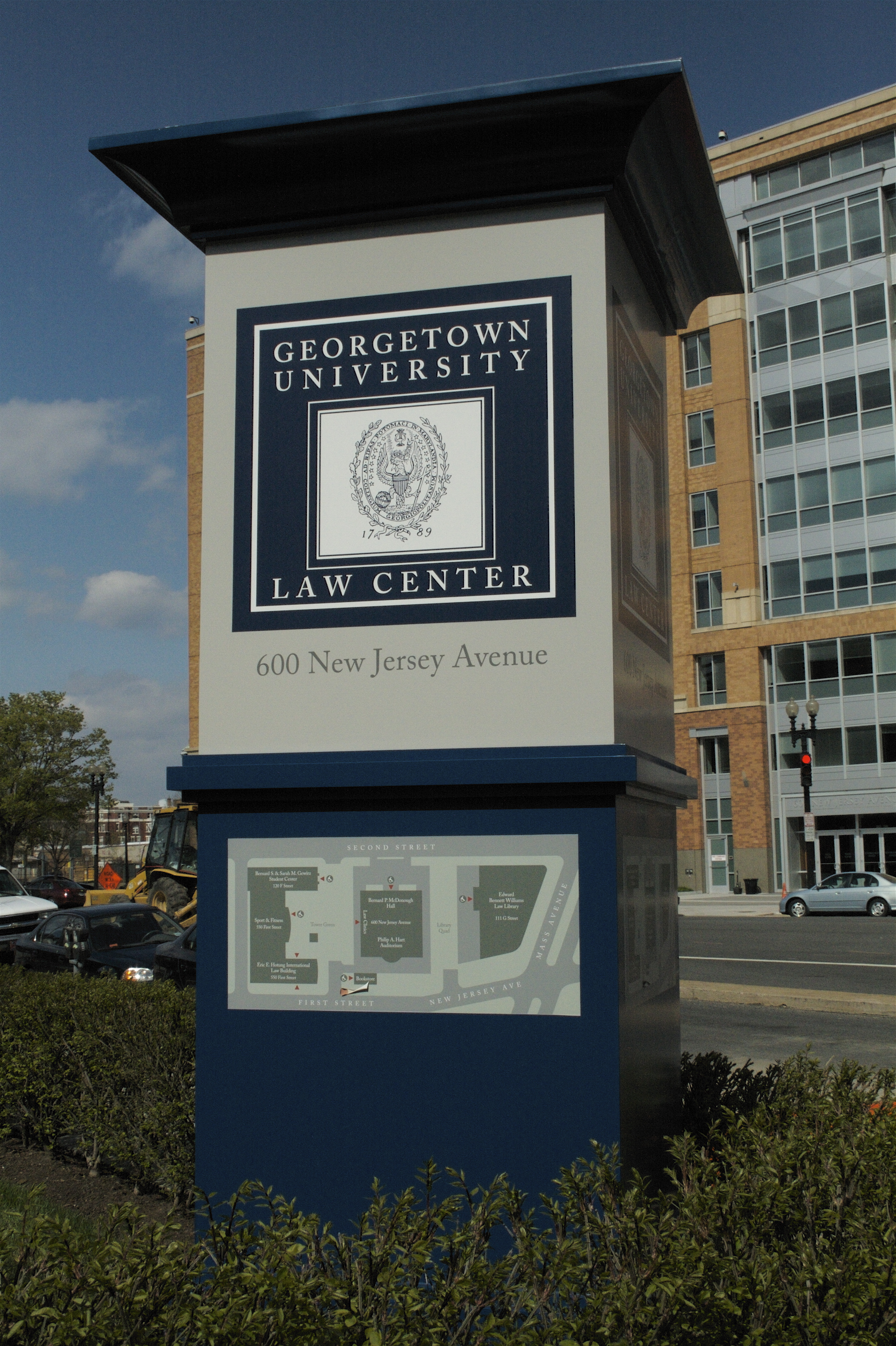
Карта факультета на проспекте (авеню) Нью-Джерси

Факультет расположен в С.-З. районе г. Вашингтон недалеко от здания Конгресса США. С севера территория факультета обтекается пр. Массачусетс, с юга — улицей Е, с запада — 2-й ул., с востока — 1-й ул. и пр. Нью-Джерси.
Помещения факультета включают в себя четыре учебных корпуса:
- Учебно-административный корпус им. Б. Макдонохью[19]
- Библиотеку права им. Э. Вильямса[20]
- Центр международного права им. Э. Хотунга[21]
- Студенческий центр им Б. и С. Гевирц[22]

Дополнительно к этим учебным зданиям в 2004 году на территории открыт спортцентр.

## Библиотеки факультета

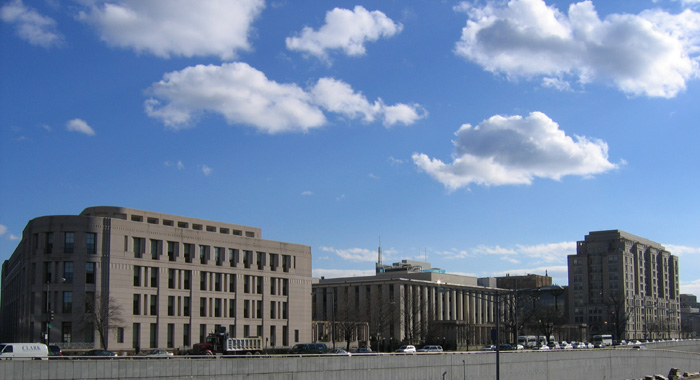
Общий вид факультета права Университета Джорджтаун с пр. Массачусетс.
Слева направо: библиотека, учебно-административный корпус и студенческое общежитие.

Библиотека факультета является четвёртой по размеру специализированной юридической библиотекой в США. Её фонд насчитывает более 1,17 млн единиц хранения. Библиотека активно работает над оцифровкой материалов и выкладывания части из них в открытый электронный доступ. Библиотечный фонд факультета разбит между библиотеками права им. Э. Вильямса и международного и сравнительного права им. Д. Вульфа.

### Библиотека им. Э. Вильямса
Библиотека им. Э. Вильямса включает разделы права США. В фондах библиотеки хранится архив факультета и т. н. Собрание материалов равного правосудия. В основном здании расположено большинство редакционных помещений периодических изданий юридического факультета Университета Джорджтаун.

### Библиотека международного и сравнительного права им. Д. Вульфа
Библиотека международного и сравнительного права им. Д. Вульфа, включает разделы международного, зарубежного и сравнительного права.　В библиотеке собраны материалы и научные работы по специальностям, изданные в основных англоязычных государствах, государствах ЕС и Латинской Америки.
В фондах библиотеки имеются переводные издания основных юридических кодексов и сводов законов всех крупных государств. Кроме того, фонды располагают серьёзным собранием работ в сопредельных с международным правом областях, а также собраниями документов и резолюций большинства международных организаций и их органов.
Основной целью библиотечного фонда является обеспечение студентов, аспирантов и преподавательский состав факультета всеми необходимыми изданиями и материалами по специальности, помощь в организации педагогического и исследовательского процесса и обеспечение наиболее широкого доступа ко всем материалам, необходимым для полноценной исследовательской и научной работы на факультете.

## Приём и конкурс на факультет
Конкурс при поступлении на факультет в 2012 году составил 4,15 чел. на место, процент успешного завершения — 22 %.. По данным Совета приемных комиссий факультетов права США (LSAT) конкурс на юридический факультет Университета Джорджтаун в 2009 году был 10-м в общем рейтинге приема абитуриентов на специальность «юриспруденция» в США.
По данным за 2012—2013 учебный год факультет насчитывал:
- 1671 чел. на дневном отделении[38]
- 261 чел. на вечернем отделении[36][39].

## Стоимость обучения
Годовая стоимость обучения на факультете в 2013—2014 уч.г. составляла 76500 долл. США. Стоимость неполного трёхлетнего срока обучения составила не менее 290 тыс. долл. США.

## Статистика трудоустройства выпускников 2013 уч. г.
| Статистика трудоустройства выпускников 2013 уч. г. юридического факультета Университета Джорджтаун | Статистика трудоустройства выпускников 2013 уч. г. юридического факультета Университета Джорджтаун | Статистика трудоустройства выпускников 2013 уч. г. юридического факультета Университета Джорджтаун | Статистика трудоустройства выпускников 2013 уч. г. юридического факультета Университета Джорджтаун | Статистика трудоустройства выпускников 2013 уч. г. юридического факультета Университета Джорджтаун |
| Трудоустройство                                                                                    | | | Процент от общего                                                                                  | |
| -------------------------------------------------------------------------------------------------- | -------------------------------------------------------------------------------------------------- | -------------------------------------------------------------------------------------------------- | -------------------------------------------------------------------------------------------------- | -------------------------------------------------------------------------------------------------- |
| Адвокатура (постоянно)                                                                             | | | 83.72 %                                                                                            | |
| Адвокатура (стажер)                                                                                | | | 1.4 %                                                                                              | |
| По специальности                                                                                   | | | 6.05 %                                                                                             | |
| В области права                                                                                    | | | 1.55 %                                                                                             | |
| В другой области                                                                                   | | | 0.31 %                                                                                             | |
| Трудоустроены                                                                                      | | | 0.0 %                                                                                              | |
| Аспиранты                                                                                          | | | 0.93 %                                                                                             | |
| Выходят на работу                                                                                  | | | 0.78 %                                                                                             | |
| Безработные                                                                                        | | | 0.47 %                                                                                             | |
| Трудоустраиваются                                                                                  | | | 4.65 %                                                                                             | |
| Нет данных                                                                                         | | | 0.16 %                                                                                             | |
| Общее                                                                                              | | | | |

Из 645 выпускников дневного и вечернего отделений 2013 уч. г. успешно прошли экзамен в адвокатуру и работали по специальности 467 чел. (72.4 %) Всего удалось устроиться на работу 93 % выпускников, 0,9 % поступили в аспирантуру по специальности, 5,9 % не имели постоянной занятости в течение 9 мес. после окончания.. В частные компании приняты 56,3 %, из них 38 % по специальности в адвокатских конторах. В госучреждения приняты 36,9 % выпускников, в том числе в аппарат правительства 13,8 %, в госорганизации 12,6 %, в госструктуры штатов 8,8 %, в исследовательские организации 1,6 %. На должностях, частично финансируемых университетом, были заняты 12,9 % выпускников. В столице трудоустроены 36,9 %, в районе Нью-Йорка — 22,3 % выпускников, в ш. Калифорния — 7 %. 1,9 % выпускников нашли работу за рубежом.
Медианный годовой уровень дохода выпускников 2013 уч. г. составил 160 тыс. долл. США. Медианный годовой уровень начальной заработной платы для выпускников 2013 уч. г. в госучреждениях составил 57408 долл. США.